# Kajan (Albanië)
Kajan is een plaats en voormalige gemeente in de stad (bashkia) Belsh in de prefectuur Elbasan in Albanië. Sinds de gemeentelijke herindeling van 2015 doet Kajan dienst als deelgemeente en is het een bestuurseenheid zonder verdere bestuurlijke bevoegdheden. De plaats telde bij de census van 2011 3925 inwoners.

## Bevolking

### Religie
De grootste religie in Kajan is de soennitische islam (75,36% in 2011).
| Plaats | Bevolking (2011) | Islam (%)      | Katholiek (%) | Orthodox (%) | Bektashisme (%) |
| ------ | ---------------- | -------------- | ------------- | ------------ | --------------- |
| Kajan  | 3.925            | 2.958 (75,36%) | 11 (0,28%)    | 8 (0,20%)    | 1 (0,03%)       |